# Mahayana

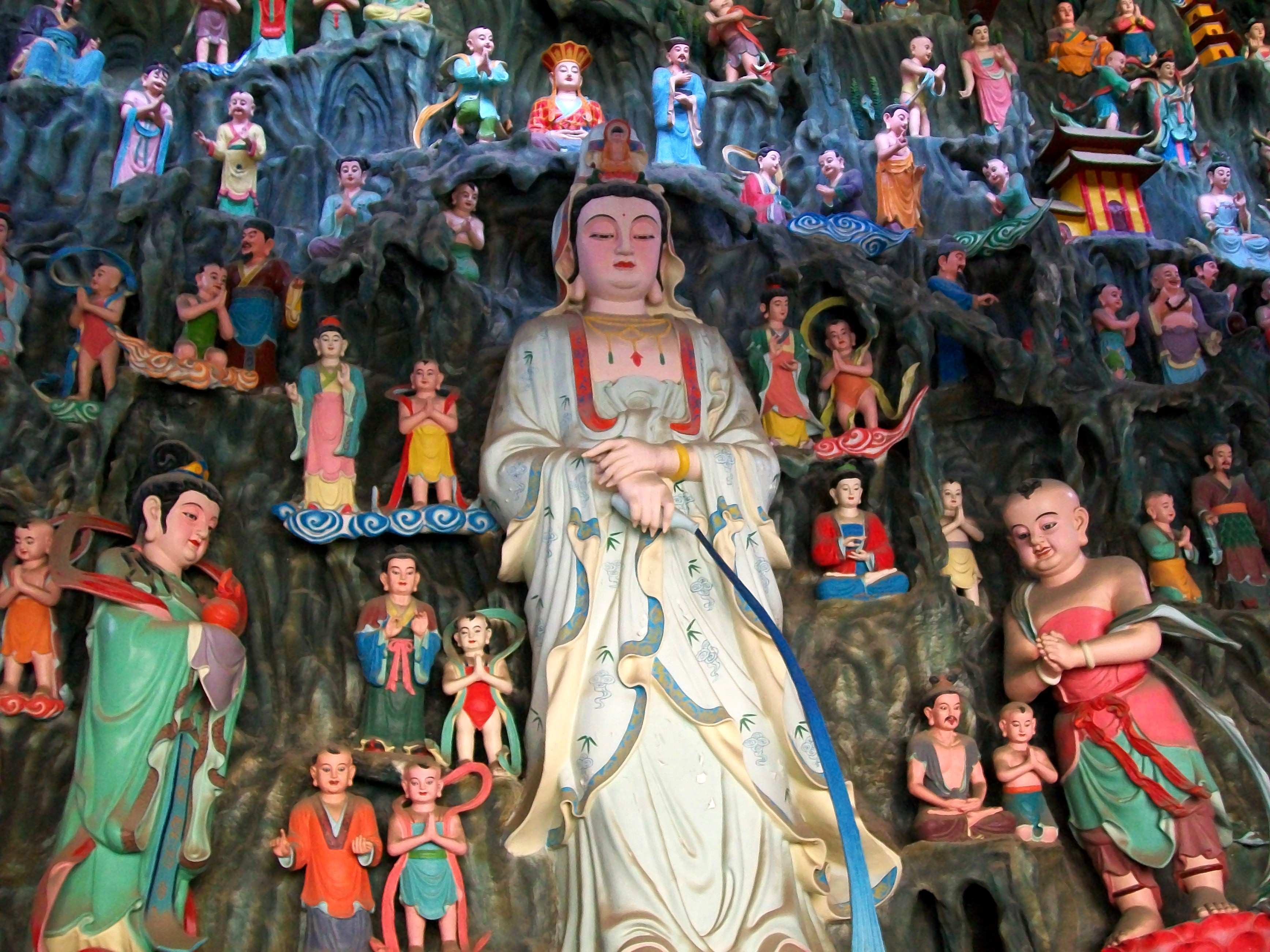
Avalokiteshvara, umgeben von zahlreichen Bodhisattvas (Huzhou, China)

Mahayana (Sanskrit महायान mahāyāna, von mahā ‚groß‘ und yāna ‚Fahrzeug‘ oder ‚Weg‘, also Großes Fahrzeug bzw. Großer Weg) ist eine der Hauptrichtungen des Buddhismus. In den Oberbegriff Mahayana werden auch mehrere Strömungen des Buddhismus eingeordnet, die als eigenständige Traditionen bekannt sind, etwa Vajrayana (buddhistisches Tantra), Zen oder der Amitabha-Buddhismus. Die Einteilung des Buddhismus hauptsächlich in Hinayana und Mahayana ist eine Konzeption, die dem Mahayana entstammt. Die Nicht-Mahayana Schulen sehen sich selbst jedoch anders und bezeichnen sich selbst auch anders, unter anderem als Theravada.

## Zur Unterscheidung

### Hinayana und Mahayana
Hinayana bedeutet wörtlich übersetzt „Kleines Fahrzeug“ oder „Kleiner Weg“. „Hina“ – also „klein“ – bezieht sich auf die Motivation für den Weg. Aus der Erkenntnis des Leids (Erste Edle Wahrheit) wünscht sich der Übende, Erlösung vom Leid zu erlangen. Wer diese Motivation für sich entwickelt (auch als „Entsagung“ bezeichnet), wird gemäß Mahayana zum Hinayana gezählt. Dies deshalb, da der Wunsch sich nur auf ein Lebewesen bezieht und somit im Vergleich zum Leid der vielen Lebewesen eine kleine Motivation ist. Jemand, der sich wünscht, dass alle Wesen Leiderlösung erlangen, und dafür die persönliche Verantwortung übernimmt, hat eine größere Motivation und zählt zum Mahayana. Der Wunsch nach Leiderlösung bezieht sich im Mahayana also auf alle Lebewesen, in diese Gesamtheit ist auch die eigene Person eingeordnet.

### Leiderlösung und Erleuchtung

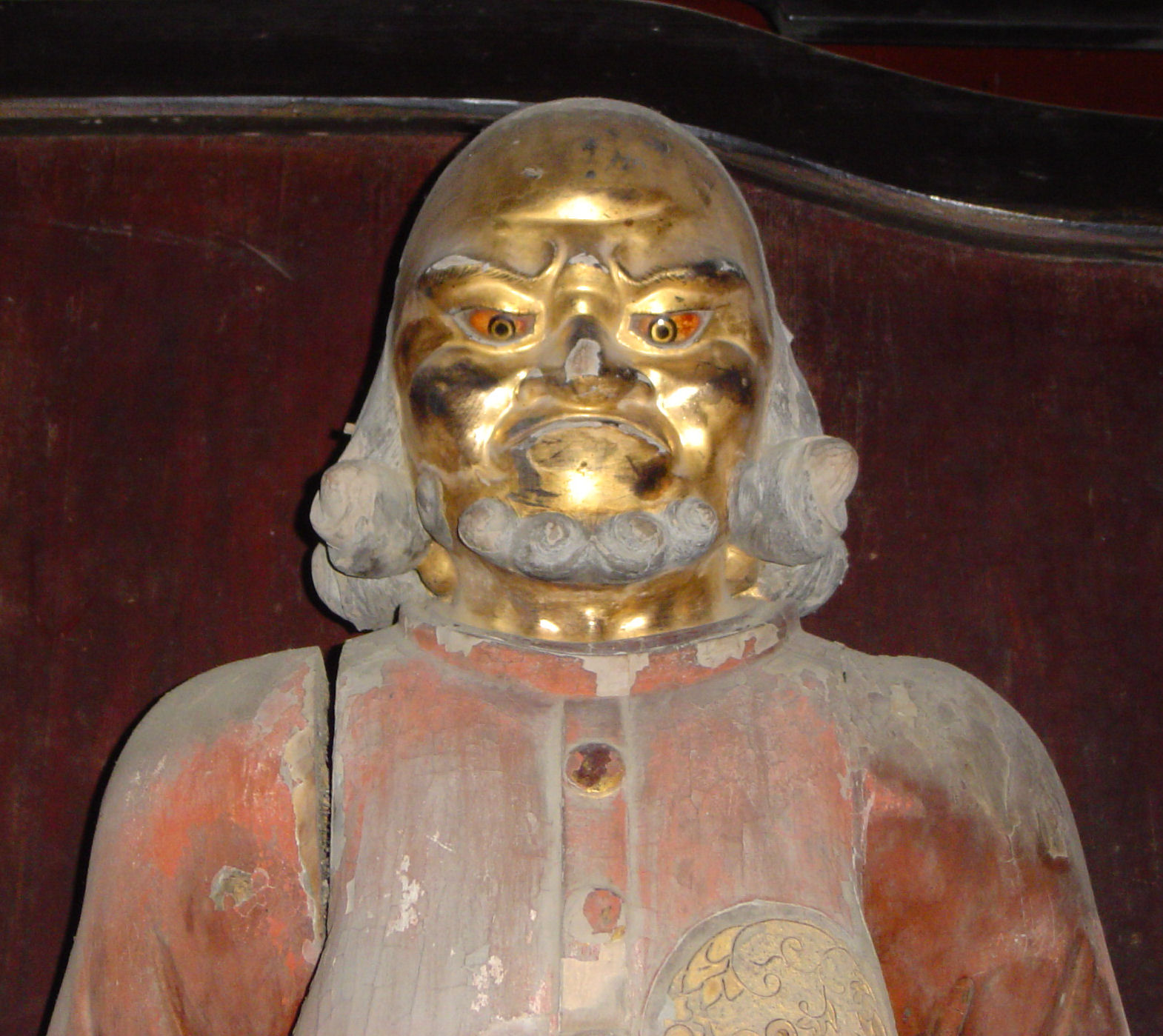
Holzplastik eines Arhat (18. Jahrhundert, Hōon-ji-Tempel, Morioka, Japan)

Gemäß dem „Ersten Drehen des Rads der Lehre“ durch den Buddha – zusammengefasst in den Vier Edlen Wahrheiten, von denen die erste besagt, zu leben bedeute grundsätzlich zu leiden (Leben ist Leiden) – findet Leidenserlösung oder Befreiung vom Leiden durch das Verlöschen der Kleshas (skt., dt. Geistesplagen oder Geistesgifte) Gier, Hass und Nichtwissen als sozusagen allgemeinpsychologische Grundlage jedes persönlichen Leidens und Erleidens statt. Mit dem Erlöschen dieser Wurzelgifte als der Ursachen des Leidens (zweite Edle Wahrheit) durch das Praktizieren des Achtgliedrigen Heilsweges (vierte Edle Wahrheit) erlangt der Praktizierende Nirvana, die endgültige Befreiung vom Leiden, deren Möglichkeit in der dritten Edlen Wahrheit Buddhas behauptet wird. Wer den Geisteszustand des Nirvana oder Erleuchtung erlangt hat und bewahren kann, hat die „Hindernisse zur Befreiung vom Leid“ überwunden und erfährt gemäß Buddhismus beständigen inneren Frieden der Befreiung. Menschen dieser Entwicklungsstufe werden als Arhats bezeichnet. Mit dieser Befreiung oder Erleuchtung sind aber gemäß dem Mahayana nicht auch die „Hindernisse für die Allwissenheit“ beseitigt, die nur ein Buddha überwunden hat. Diese Allwissenheit ermöglicht es dem Buddha, allen Lebewesen wesentlich besser helfen zu können. Ein Buddha kennt gemäß Mahayana die Anlagen, das Karma und die Vergangenheit, Gegenwart und Zukunft der Lebewesen und kann ihnen dadurch wesentlich besser helfen, als ein Arhat, der keine Allwissenheit erlangt hat.
Man unterscheidet die Erleuchtung des Shravakas (Hörers), des Pratyekabuddhas (erlangt Erleuchtung, ohne sich auf eine Lehre zu stützen, also aus sich selbst heraus) und eines Buddhas. Nur in der letzteren Erleuchtung sind die „Hindernisse für die Allwissenheit“ beseitigt. Die Erleuchtung eines Buddha wird deshalb im Mahayana als „Volle Erleuchtung“ bezeichnet. Für alle drei Arten der Erleuchtung gibt es Pfade. Der Pfad zur „Vollen Erleuchtung“ wird im Mahayana dargelegt und schließt den Pfad des Shravakas (also den Achtgliedrigen Heilsweg) mit ein. Eine Person, die dem Mahayana folgt, muss ebenso Nirvana erreichen. Dies erlangt sie auf der ersten Ebene eines Bodhisattvas, bzw. dem dritten der Fünf Pfade, dem „Pfad des Sehens“.

## Entstehung der Mahayana-Lehren

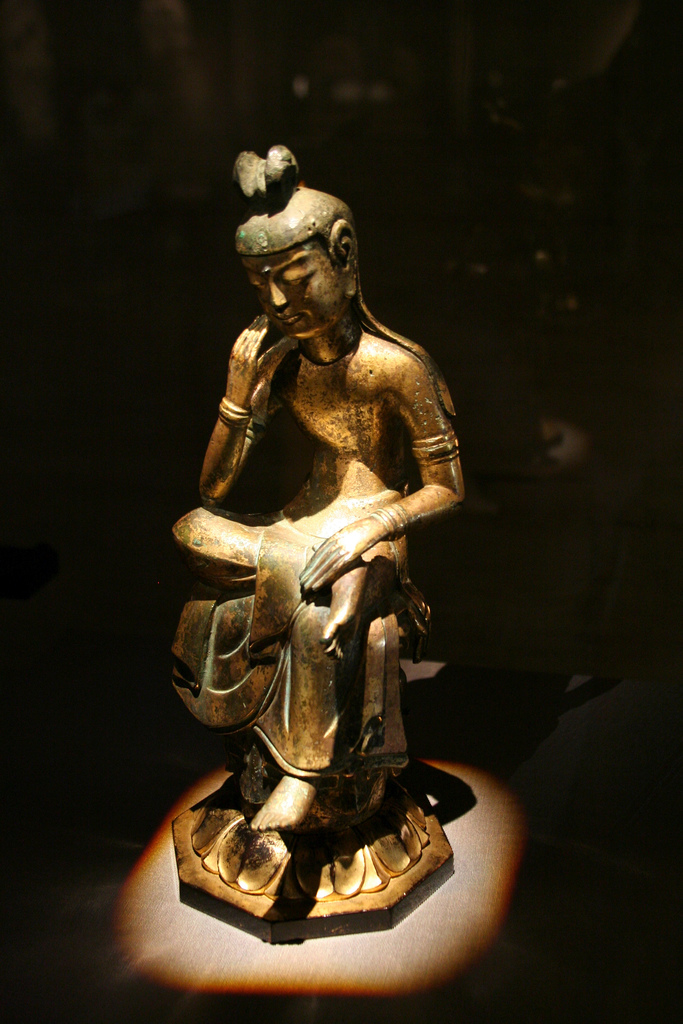
Bodhisattva Maitreya (Bronzeplastik, 7. Jahrhundert, Nationalmuseum Tokio)

Der Name bedeutet Großes Fahrzeug bzw. Großer Weg und steht für das Ziel, alle fühlenden Wesen aus Samsara zu befreien. Die Lehren des Zweiten Drehens des Dharma-Rades durch Buddha Shakyamuni wurden von Nagarjuna und Asanga enthüllt und etwa ab dem zweiten Jahrhundert unserer Zeitrechnung, also etwa 500 Jahre nach Buddhas Tod, ausgiebig gelehrt. Der Weg des Mahayana hat zwei Linien: die Linie des Tiefgründigen Weges über Nagarjuna und die Linie des Weiten Weges über Asanga. Ersterer betont die Leerheit (Shunyata), zweiterer das Entwickeln der altruistischen Motivation Bodhicitta und das Verhalten eines Bodhisattvas. Anhänger des Mahayana sagen, diese Belehrungen seien bis dahin nur im Geheimen weitergegeben worden, da die Zeit für ihre Verbreitung noch nicht gekommen sei. Das späte Hervorbringen der Lehren ist auch mystisch beschrieben: Nagarjuna hat die Lehren zur Leerheit bei den Nagas mittels seiner tantrischen Kräfte geborgen und Asanga, nach zwölf Jahren Zurückgezogenheit und dem Entwickeln wirklichen Mitgefühls, erhielt die Lehren direkt von Buddha Maitreya.

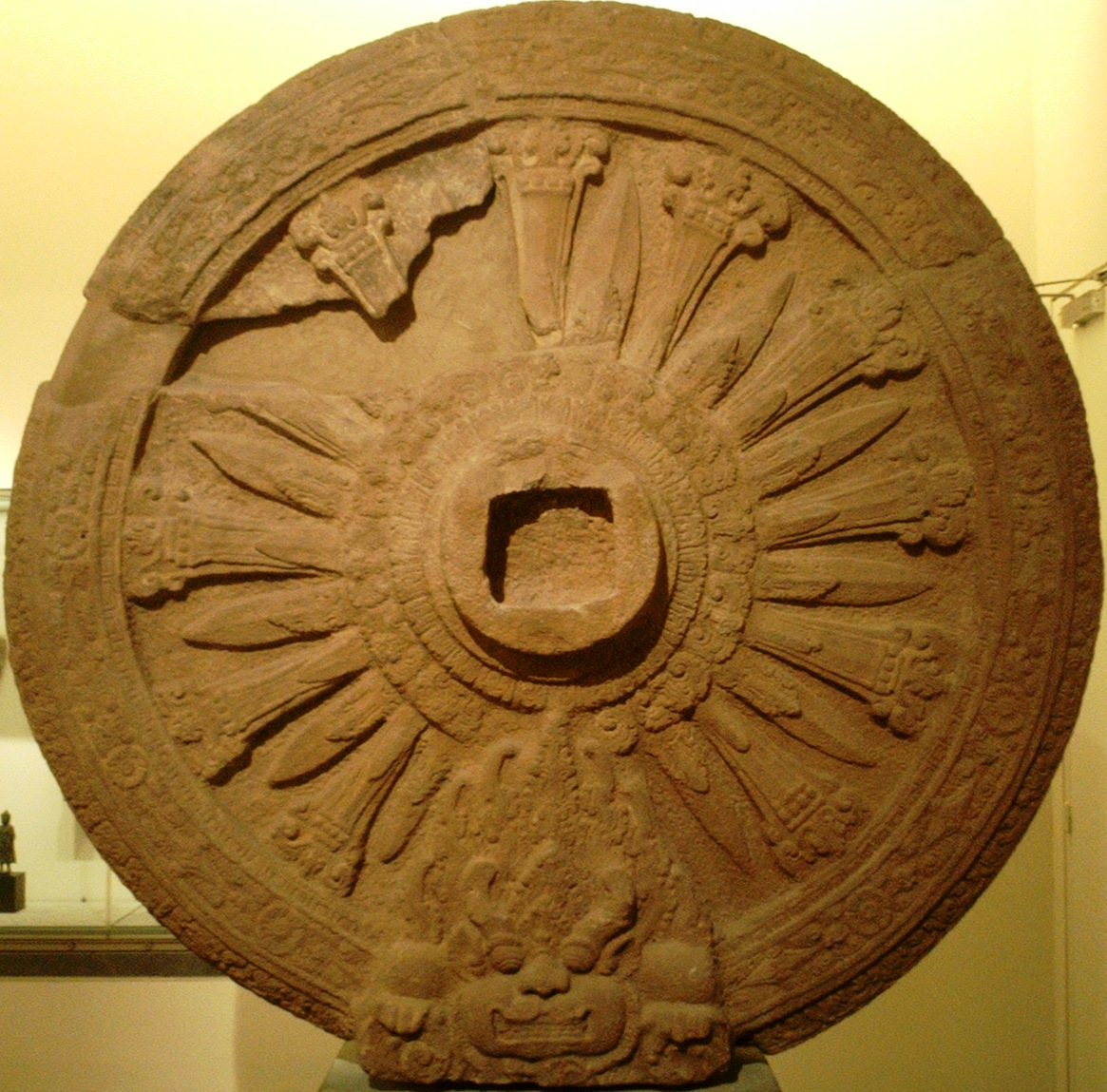
Rad des Dharma (Museum Guimet, Paris)

Gemäß der Ansicht, dass Buddha direkt Unterweisungen für Schüler mit höherer Kapazität auch zu Lebzeiten gab, die anderen verborgen blieben, wird beschrieben, dass diese Lehren des Zweiten Drehens des Rades der Lehre später als die Mahayana-Tradition und der Bodhisattva-Pfad bekannt wurden. Die Lehren des ersten Drehens des Dharma-Rades, aus denen sich die Hinayana-Tradition (Kleiner Weg) entwickelte, sind ebenso Teil des Mahayana und dienen der individuellen Leiderlösung und werden auch von einem Anhänger des Mahayana praktiziert. Zu den Lehren des Dritten Drehens des Rades des Dharma (es gibt insgesamt Drei Lehrzyklen, die als Räder bezeichnet werden) zählen das Vajrayana (Diamantenes Fahrzeug bzw. Diamantweg) und die Erklärungen zur Buddha-Natur, dargelegt z. B. im Uttara-Tantra-Shastra.

## Motivation
Basierend auf der Erkenntnis des eigenen Leids, die aus der Praxis der Vier Edlen Wahrheiten (Erstes Dharmarad) hervortritt, entwickelt eine Person des Mahayana Mitgefühl für das Leid anderer Wesen und wünscht sich, diese von ihrem Leid vollständig zu erlösen. Im Mittelpunkt des Mahayanas steht dabei, dieses Mitgefühl unparteilich auf alle Lebewesen – ohne eine einzige Ausnahme – auszudehnen und stetig zu vergrößern, bis es die Tiefe einer Liebe erlangt, wie sie eine Mutter für ihr einziges, liebstes Kind empfindet.
Um wirklich allen Wesen zu Leidfreiheit (Erleuchtung) zu verhelfen, strebt der Übende des Mahayana selbst den vollkommenen Zustand eines vollerwachten Buddha an. Diese Motivation wird im Mahayana-Buddhismus als Bodhicitta, „Erleuchtungsgeist“, bezeichnet. Dieser Geist hat zwei Wünsche:
- primär: anderen zu helfen
- sekundär: dazu die volle Erleuchtung eines Buddha zu erlangen.

Um sich diese Wünsche zu erfüllen, entwickelt der Anwärter den aktiven Bodhicitta und nimmt die Bodhisattva-Gelübde in einem Ritual auf sich. Ab diesem Zeitpunkt übt er sich über unermessliche Zeitalter (Äonen) in den Sechs Vollkommenheiten (Geben, Ethik, Geduld, Eifer, Geistige Ruhe, Weisheit), wie es auch der Buddha tat. Es heißt, der Buddha Shakyamuni praktizierte diesen Weg als Bodhisattva drei Weltzeitalter (Zyklen) lang. Dieser Weg des Buddha als Bodhisattva wird nicht nur in den Mahayana-Sutras dargelegt, sondern auch im Pali-Kanon, in den Jataka-Geschichten – wird also auch von den Theravada-Anhängern akzeptiert.

## Bodhisattva

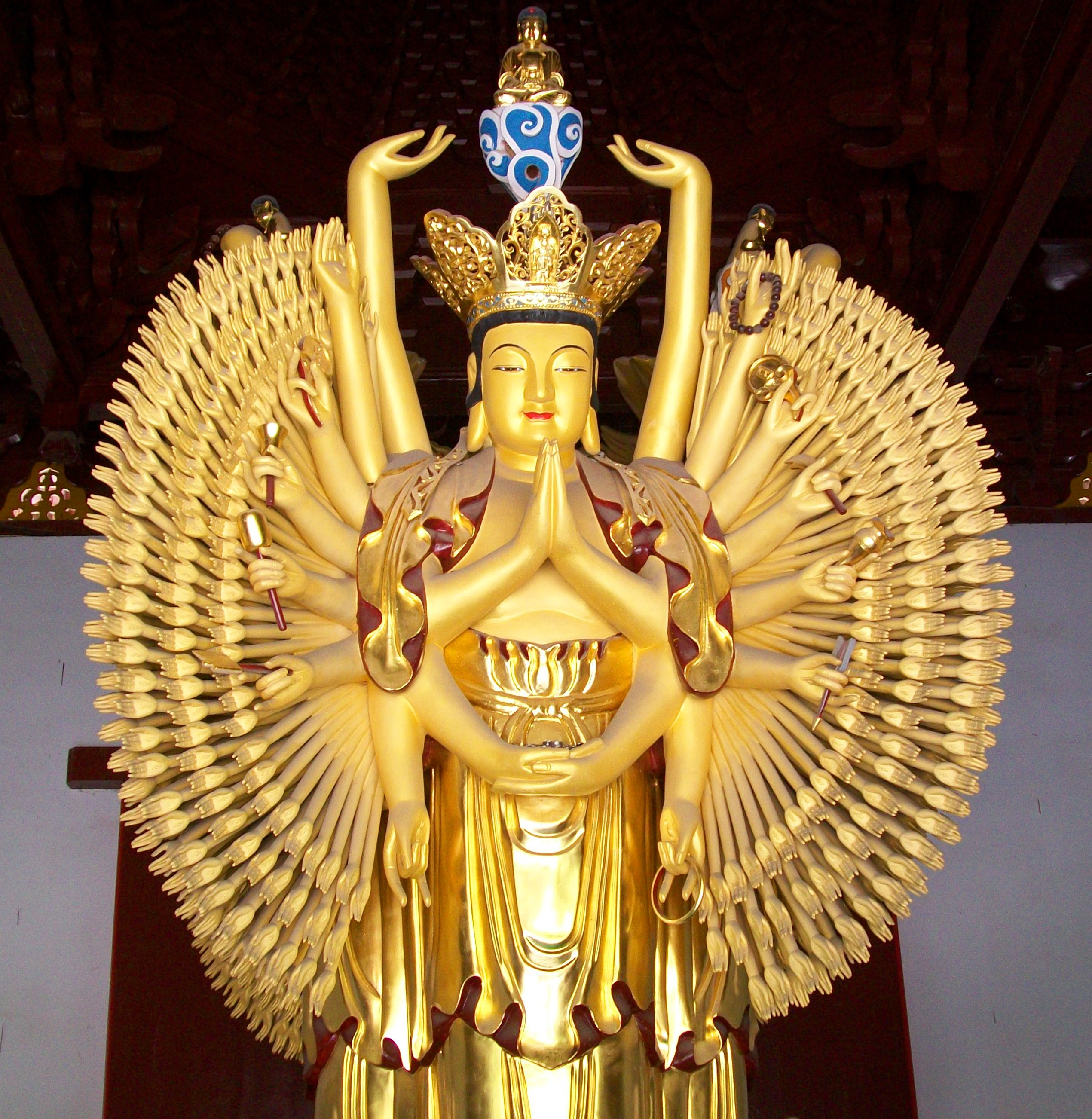
Tausendarmiger Avalokiteshvara (Huzhou, China)

Wer den Anstrebenden Bodhicitta entwickelt und die Bodhisattva-Gelübde (durch ein Ritual) auf sich genommen hat, wird als Bodhisattva bezeichnet, solange er die Ethik des Bodhisattvas nicht bricht. Es gibt 22 Arten des Bodhicitta. Generell wird zwischen dem königsgleichen (der Bodhisattva versucht zuerst Erleuchtung zu erlangen und hilft dann allen Lebewesen), dem bootsmanngleichen (der Bodhisattva versucht mit allen Lebewesen gemeinsam Erleuchtung zu erlangen) und dem schäfergleichen (der Bodhisattva stellt seine Erleuchtung zurück, bis alle anderen Wesen vor ihm Erleuchtung erlangt haben) Bodhicitta unterschieden.
Im Gegensatz zum vorherrschenden Denken im Nicht-Mahayana-Buddhismus, das die Bezeichnung Bodhisattva auf den Buddha vor seinem Erwachen (bodhi) oder seiner Erleuchtung beschränkt, lehrt das Mahayana, dass jeder danach streben kann, das Erwachen (bodhicittot-pada) zu erreichen und dadurch ein Bodhisattva zu werden.
Der Bodhisattva-Weg wird in Fünf Pfaden oder Zehn Ebenen dargestellt. Die erste der Zehn Ebenen betritt ein Bodhisattva, nachdem er die Leerheit (Shunyata) verwirklicht hat und ein Arhat geworden ist. Diese 1. Ebene entspricht dem 3. Pfad, der „Pfad des Sehens“ heißt. Näheres findet man in der Schrift Madhyamakavatara von Chandrakirti.
Verehrt werden besonders der Bodhisattva Avalokiteshvara (Sanskrit: „der Herr, der den Schrei der Welt hört“), der oft in tausendarmiger Gestalt dargestellt wird und der Bodhisattva Manjushri. Beide, so heißt es, haben den schäfergleichen Bodhicitta entwickelt und verharren auf der 10. Stufe eines Bodhisattvas. Die tausend Arme des Bodhisattva Avalokiteshvara symbolisieren seine/ihre Fähigkeit, in unglaublicher Fülle mitfühlend zu handeln. Betont werden im Mahayana die Acht großen Bodhisattvas: Avalokiteshvara, Manjushri, Vajrapani, Ksitigarbha, Samantabhadra, Akhashagharba, Sarvanivaranaviskambini und Maitreya. Ksitigharbha spielt z. B. im Chinesischen Mahayana-Buddhismus eine große Rolle. Avalokiteshvara findet man in weiblicher Form im chinesischen und japanischen Mahayana-Buddhismus.

## Zitate
Es heißt im Lamrim Chen Mo von Tsongkhapa: „Bodhisattvas erfahren Glück proportional zu dem Bemühen, das Wohlergehen anderer Lebewesen zu erstreben.“ Und bei Bhavaviveka: „Da Bodhisattvas die Fehler der zyklischen Existenz sehen, bleiben sie nicht hier. Da sie für andere sorgen, bleiben sie nicht im Nirvana. Um die Bedürfnisse anderer zu erfüllen, entscheiden sie sich dafür, im Kreislauf des Seins zu bleiben.“

## Gelübde
Die Entschlossenheit der Bodhisattvas, Bodhicitta zu vertiefen und zu verwirklichen und sich dem Heil der fühlenden Wesen und ihrer Befreiung zu widmen, wird in den Gelübden der Bodhisattvas bekräftigt.

## Das Essen von Fleisch
In vielen, aber längst nicht allen Mahayana-Schulen wird der Fleischverzehr abgelehnt. Das geht auf das 8. Kapitel des Lankavatara-Sutra zurück, wo ausführlich erklärt wird, warum Bodhisattvas kein Fleisch essen sollten. Es heißt dort u. a.: „Aus Furcht, bei den lebenden Wesen Schrecken hervorzurufen, soll der Bodhisattva, der sich darin übt, Mitgefühl zu erlangen, Abstand vom Fleischverzehr nehmen.“ Insbesondere in den tibetischen Mahayana-Schulen wird Fleischverzehr aber wegen klimatischer Gründe offener gehandhabt.

## Lehrer-Schüler-System
Eine Konsequenz der Mahayana-Ausrichtung auf äußere Hilfe ist eine Orientierung von Schülern auf ihren Lehrer oder Meister (Vajrayana und Zen) bzw. die vertrauensvolle Orientierung auf Buddha Amida im Reines-Land-Buddhismus. Es heißt, der innere Guru (sanskr. „Lehrer“) ist das eigene Mitgefühl, der äußere Lehrer der, der die
Prajnaparamita versteht und lehrt – im besten Falle ein Bodhisattva. Es ist dabei aber wichtig zu erkennen, dass der Lehrer im Mahayana seine Schüler auf ihrem Weg zur Erleuchtung begleitet, ohne sie in Abhängigkeiten zu führen. Der Weg zur Erleuchtung muss letztlich aus eigener Kraft und Motivation beschritten werden. Der Lehrer im Mahayana sollte die Bodhisattva-Aktivität verkörpern und zehn Qualitäten besitzen. Er ist es, der seinen Schülern dazu verhilft, Erleuchtung zu erlangen, indem er sie in den Lehren Buddhas unterweist und Anleitung zur Praxis gibt; deshalb sieht man ihn im Mahayana „wie einen Buddha“. Der Schüler muss zudem fähig sein und eine wirklich reine Motivation entwickeln.

### Qualitäten des Schülers
Nach dem indisch-buddhistischen Meister Aryadeva muss ein Schüler folgende Qualitäten besitzen: „Es wird gesagt, jemand der unparteiisch, intelligent, und eifrig ist, ist ein Gefäß für die Unterweisungen. Sonst erscheinen weder die guten Qualitäten des Unterweisenden noch die der Mithörenden.“
Der Schüler darf also nicht sektiererisch sein (eingenommen/anhaftend für eine Seite oder Tradition bzw. Religion und abgeneigt einer anderen gegenüber). Er muss zudem die Fähigkeit besitzen, zwischen korrekten Pfaden guter Erklärungen und widersprechenden Pfaden schlechter Erklärungen zu unterscheiden. Schließlich muss er eine wirklich altruistische Motivation besitzen.

### Qualitäten des Lehrers
Nach dem indisch-buddhistischen Meister Asanga, dessen Erklärung auf Maitreya zurückgeht (Mahayanasutralamkara), muss ein Lehrer folgende Qualitäten besitzen:
„Verlass dich auf einen Mahayana-Lehrer, der diszipliniert, klar [ruhig], durchdringend befriedet ist [Ergebnis der Schulungen in Ethik, Konzentration und Weisheit], der gute Qualitäten hat, die die der Studenten übertreffen, energisch ist [gleichbleibende Freude am Wohl der anderen], einen Reichtum an Schriftenkenntnis hat, der liebevolle Fürsorge besitzt [nur aus Liebe und Mitgefühl und nicht aus Eigeninteresse lehrt], ein durchdringendes Wissen der Wirklichkeit [Leerheit bzw. Shunyata] hat und Geschick, die Schüler zu unterrichten [sie zu führen und sie zum Verständnis zu bringen]; und der Mutlosigkeit überwunden hat [Lehren ohne zu ermüden, immer wieder zu geben].“

## Schriften
Wichtiger als der Pali-Kanon sind für die verschiedenen Mahayana-Schulen die in Sanskrit übertragenen Schriften. Neben dem Tripitaka enthalten diese insbesondere verschiedene Mahayana-Sutras. Von Anhängern des Mahayana werden diese auf Buddha-Shakyamuni selbst zurückgeführt. Theravada-Anhänger sehen sie als später entstanden an und akzeptieren als Grundlage der Lehre nur die Schriften des Pali-Kanon. Die Ablehnung der Theravadins gegenüber den Mahayana Schriften wird ausführlich im 9. Kapitel des Bodhicharyavatara  von Shantideva (ab Vers 49) diskutiert. Er begegnet dieser Ablehnung u. a. damit, dass die Pali Schriften auch später (ca. 500 Jahre nach Buddhas Tod) entstanden und man folglich auch die Pali Schriften ablehnen müsste.

## Verbreitung
Heute sind Richtungen des Mahayana besonders in Vietnam, Japan, Tibet, Bhutan, Taiwan, der Volksrepublik China und Korea verbreitet, teilweise auch in der Mongolei und dem asiatischen Osten Russlands.

### Japanische Tradition

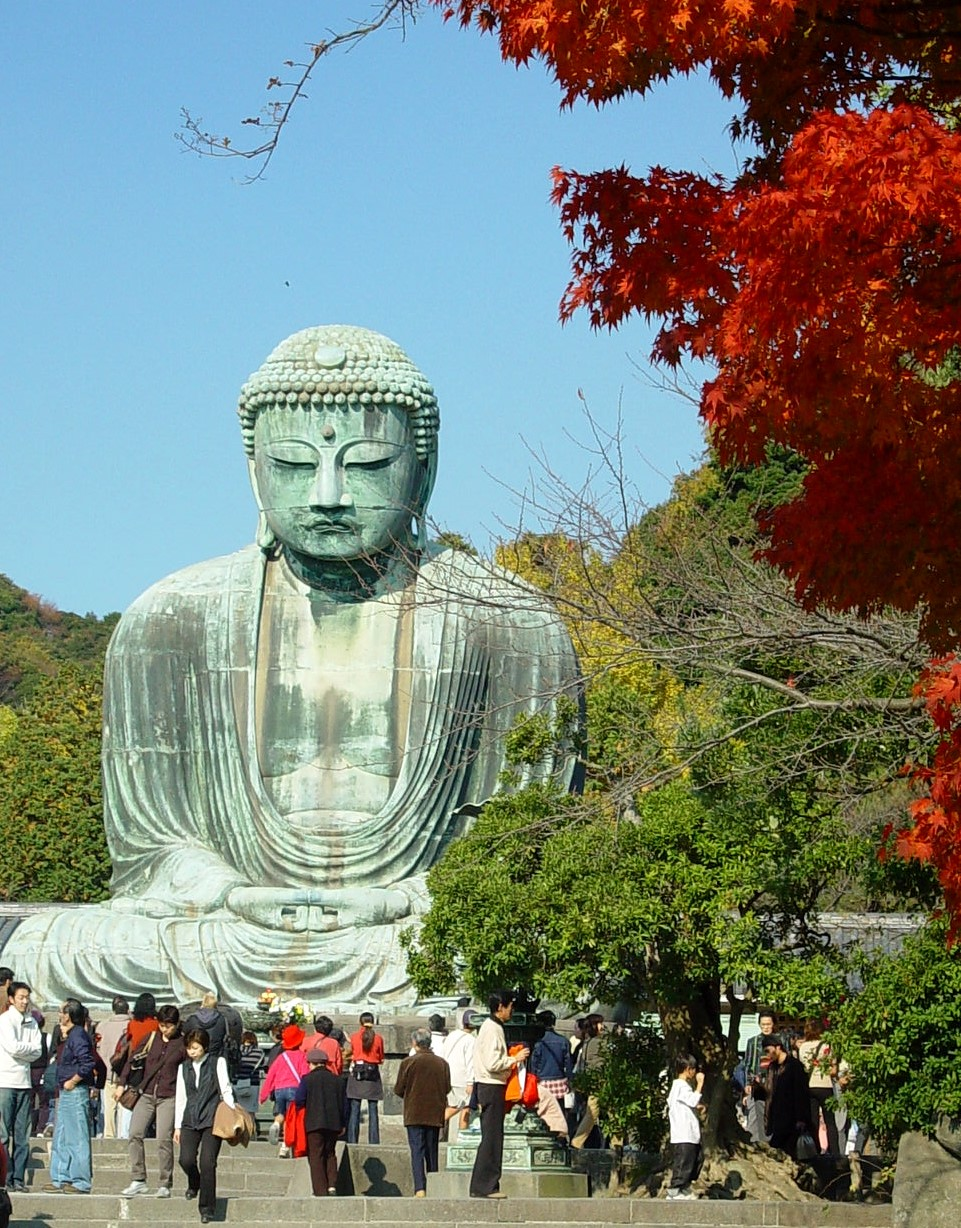
Statue des Buddha Amitabha im Kōtoku-in-Tempel in Kamakura

Heute noch wirksame Schulen des Mahayana in Japan sind:
- Amitabha-Buddhismus, Reines Land, Nembutsu-Schule

Jōdo-shū
Jōdo-Shinshū
Yūzū Nembutsu-shū
- Nichiren-Buddhismus

Nichiren-shū
Nichiren-Shōshū
Nipponzan-Myohoji
Reiyūkai
Risshō Kōseikai
Sōka Gakkai
- Tendai-shū
- Shingon-shū
- Shinnyo-En
- Zen

Rinzai-shū
Sōtō-shū
Ōbaku-shū
Zen und Tendai haben sich historisch aus dem chinesischen Chan-Buddhismus (Shaolin) und dem Tiantai zong entwickelt.

### Koreanische Tradition
Der Buddhismus in Korea war und ist grundsätzlich von Lehren der Mahayana geprägt. Der Mahayana-Buddhismus verbreitete sich von der Silla- bis zur Goryo-Zeit (ab dem 7. Jahrhundert bis zum Ende des 14. Jahrhunderts) über das ganze Land und erlebte während der Herrschaft der geeinten Silla-Dynastie seine Blütezeit. Die Joseon-Dynastie (vom 15. bis zum Ende des 19. Jahrhunderts) übernahm von Goryeo nicht die buddhistische Tradition, sondern förderte verstärkt den Konfuzianismus, so dass der Buddhismus verkümmerte. Heute ist in Korea noch immer der altvertraute Mahayana-Buddhismus am häufigsten vertreten, dessen zentrale Institution Jogyejong (조계종 [cogjeʝoŋ]) ist.

### Tibetische und sonstige Tradition

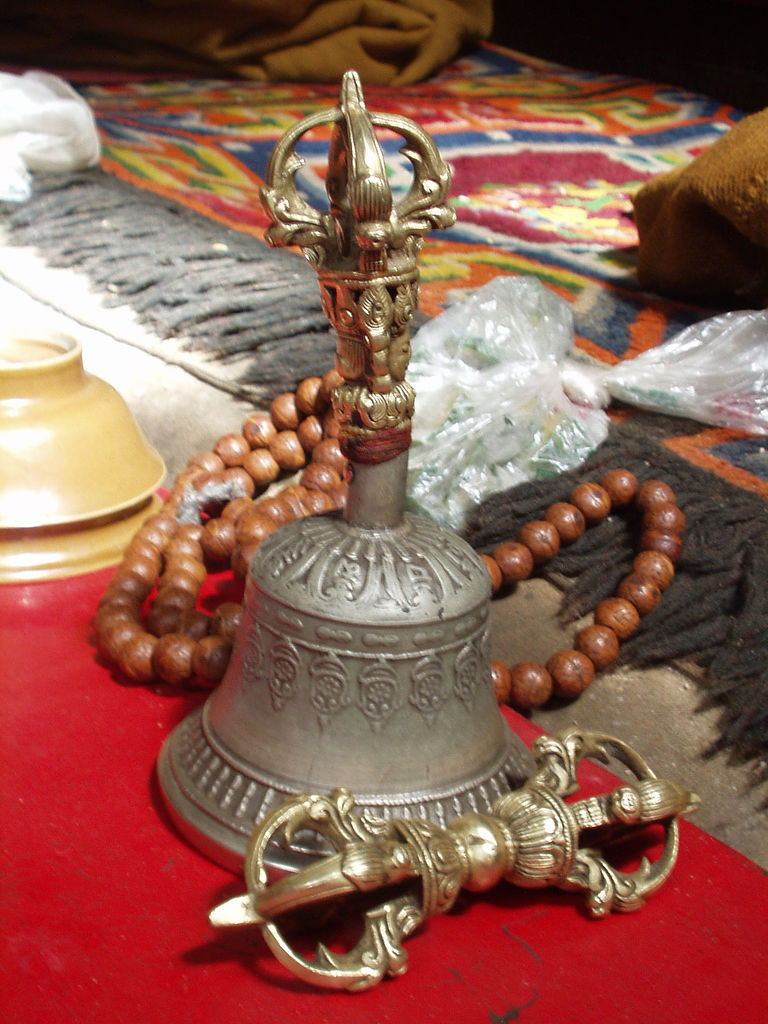
Vajra und Glocke

Eine Weiterentwicklung der Mittel des Mahayana findet sich im Vajrayana (vgl. Tibetischer Buddhismus), der den Bodhisattva-Pfad des Mahayana mit tantrischen Methoden ergänzt. In Tibet haben sich vier heute noch bestehende Schulen entwickelt:
- Nyingma (auch in Nepal, Bhutan und Sikkim)
- Kagyü (auch in Bhutan, Sikkim und Burjatien)
- Sakya (auch in Nepal)
- Gelug (auch in der Mongolei und Burjatien)

In China ist diese Form des Buddhismus unter dem Namen Mizong zu finden. In Japan wird er als Mikkyō übertragen.
Mantra des Mitgefühls (Vajrayana):

Om Mani Peme Hung in tibetischer Schrift

Om mani padme hum (Sanskrit), in tibetischer Aussprache Om Mani Peme Hung, ist das Mantra des Bodhisattva Avalokiteshvara und ist ihm schon seit dem 5. Jahrhundert zugeordnet. Nach der Überlieferung hat es die Kraft, das Leid in allen Bereichen des Samsaras aufzuheben und beim Praktizierenden allumfassendes Mitgefühl und Liebe zu allen Wesen zu entwickeln.
Nach der Lehre des Vajrayana repräsentiert Om – zusammengesetzt aus A, U und M – Körper, Rede und Geist des Buddha, die damit angerufen werden.
Der gesamte buddhistische Pfad beinhaltet den Pfad der Methode und den Pfad der Weisheit, die man zusammen entwickeln muss.
Mani symbolisiert den Pfad der Methode. Mani heißt so viel wie „Kleinod“, man kann es sich als wunscherfüllendes „Juwel“ vorstellen. Es repräsentiert den sogenannten weißen Pfad, der Tugenden wie Mitgefühl und den Erleuchtungsgeist beinhaltet.
Padma heißt „Lotus“ und steht für den Weisheitsaspekt des Pfades. Dieser besteht hauptsächlich in der Erkenntnis der endgültigen Wirklichkeit, der Leerheit.
Hum bedeutet, dass etwas ungetrennt ist und weist auf die Vereinigung von Mani und Padma – Methode und Weisheit – hin, denn diese beiden sollten niemals getrennt voneinander praktiziert werden.
Der ursprünglichen Bedeutung nach war Manipadma ein Name („Kleinod-Lotus“) des Bodhisattvas (hier als Manipadme im Vokativ). Die häufig anzutreffende Übersetzung „Juwel in der Lotusblüte“ ist nicht korrekt.

## Wechselseitiger Einfluss mit europäischen Kulturen
Eine gegenseitige Beeinflussung des asiatischen Mahayana und der Gnosis sowie des Neuplatonismus, die etwa zur gleichen Zeit im griechisch-römischen Kulturraum aufblühten und das Christentum merklich beeinflussten, wird in der Literatur diskutiert. Ein möglicher Verbindungsweg ist hierbei die Seidenstraße; viele heute islamisch geprägte Länder dieser Region waren einst griechisch und/oder buddhistisch geprägt, wobei der Nestorianismus als Verbindungsglied eine Rolle spielt. Allerdings gibt es in diesem Bereich nur wenig gesicherte Erkenntnisse; die Tendenz zu fiktiver Geschichtsdarstellung im Mahayana erschwert solche Forschung. Siehe auch Graeco-Buddhismus.

### Originalliteratur
- Mark Tatz: Asanga's Chapter on Ethics With the Commentary of Tsong-Kha-Pa: The Basic Path to Awakening, the Complete Bodhisattva. Edwin Mellen Press, Lewiston NY 1987, ISBN 0-88946-054-X
- Jamgon Kongtrul Lodro Taye: The Treasury of Knowledge, Book Five: Buddhist Ethics. Snow Lion Publications, Ithaca 2003, ISBN 1-55939-191-X
- Geshe Sonam Rinchen: The Bodhisattva Vow. Snow Lion Publications, Ithaca 2000, ISBN 1-55939-150-2
- Shinjo Ito: Shinjo:Reflections. Somerset Hall Press, USA 2009, ISBN 1-935244-00-0, ISBN 978-1-935244-00-4

### Weitere Literatur
- Robert E. Buswell (Hrsg.): Encyclopedia of Buddhism. Macmillan Reference USA 2003. ISBN 0-02-865910-4.
- Dalai Lama: Einführung in den Buddhismus. Die Harvard Vorlesungen. Herder Spektrum, Freiburg 2000, ISBN 3-451-04946-5
- Dilgo Khyentse: Das Herzjuwel der Erleuchteten. Theseus Verlag, Berlin 1996, ISBN 3-89620-102-6
- Geshe Rabten: Essenz der Weisheit. Ein Kommentar zum Herzsutra. Dharma edition, Hamburg 1990, ISBN 3-927862-06-1
- Hans Wolfgang Schumann: Der Mahāyāna-Buddhismus: Die zweite Drehung des Dharma-Rades. Diederichs, München, 1990, ISBN 3-424-01016-2
- Paul Williams: Mahāyāna-Buddhism: The Doctrinal Foundations. 2. Ausgabe. Routledge, London/New York 2009, Paperback: ISBN 978-0-415-35653-4